# アバディーン (メリーランド州)
アバディーン（英: Aberdeen）は、アメリカ合衆国メリーランド州のハーフォード郡にある都市。人口は1万6254人（2020年）。アバディーンはスコットランドからの移民によってスコットランドの都市アバディーンの名をとって命名された。1892年に町として法人化した。1992年に市制施行。

## 地理
アバディーンは、北緯39度30分37秒 西経76度10分9秒 / 北緯39.51028度 西経76.16917度座標: 北緯39度30分37秒 西経76度10分9秒 / 北緯39.51028度 西経76.16917度 (39.510310, -76.169178)に位置する。アメリカ国勢調査局によると、都市の総面積は16.5 km2（6.4 mi2）であり、すべて陸地である。
アバディーンから最も近い都市は、58.4km離れたボルチモアである。

### 主な高速道路
- 州間高速道路95号線
- 国道40号線

### 近隣の大都市
- メリーランド州ボルチモア（南西）
- デラウェア州ウィルミントン（北東）
- ペンシルベニア州ランカスター（北）
- ペンシルベニア州ヨーク（北西）

## 人口統計
| 国勢調査年 | 人口(人) |
| ---------- | -------- |
| 1970年     | 12,375   |
| 1980年     | 11,533   |
| 1990年     | 13,087   |
| 2000年     | 13,842   |
| 2010年     | 14,959   |
| 2020年     | 16,254   |

2000年国勢調査では、アバディーンには13,842人、5,475世帯、3,712家族が暮らしている。人口密度は、836.4人/km2（2,166.2人/mi2）である。5,894戸の住宅が平均密度356.1戸/km2（922.4戸/mi2）で建っている。人種構成は、白人64.90 %、アフリカ系アメリカ人27.38 %、ネイティブ・アメリカン0.25 %、アジア系2.48 %、太平洋諸島系0.09 %、その他の人種1.42 %、混血3.47 %である。人口の3.45 %は、ヒスパニック又はラテン系でもある。
5,475世帯のうち、32.4 %が18歳未満の子供たちと同居しており、44.8 %は同居夫婦である。17.2 %は夫のいない女性が世帯主であり、32.2 %は非家族である。すべての世帯の26.8 %は単身世帯であるが、10.7 %は65歳以上の単身世帯である。1世帯あたりの人数は2.51人、1家族あたりの人数は3.02人である。
都市の年齢構成は、18歳未満が26.4 %、18歳から24歳が8.7 %、25歳から44歳が28.6 %、45歳から64歳が23.7 %、65歳以上が12.7 %である。平均年齢は、37歳である。女性100人あたり90.6人の男性がおり、18歳以上では、女性100人あたり85.8人の男性がいる。
都市の1世帯あたりの平均所得は39,190ドルであり、1家族あたりの平均所得は48,357ドルである。男性の平均所得は32,783ドルであり、女性の平均所得は26,025ドルである。都市に住む国民1人あたりの平均所得は18,940ドルである。およそ9.0 %の家族と11.9 %の住民の収入は、貧困線以下である。18歳未満の15.9 %及び65歳以上の11.1 %は貧困線以下の生活を送っている。

## アバディーン性能試験場
アバディーンには、アメリカ陸軍のアバディーン性能試験場 (Aberdeen Proving Ground, APG) がある。実験場は議会の法によって確立され、1918年1月に施行された。APGは、ハーフォード郡の72,500 ac以上の面積を占める。アメリカ陸軍試験評価コマンド (Army Test and Evaluation Command, ATEC) の司令部やアメリカ陸軍武器科の武器科長官房局がある。APGには7,500人以上の民間人と5,000人の軍人が勤務している。2005年に発表された基地再編閉鎖プログラム (Base Realignment and Closure, BRAC) によって、APGは軍人3,862人分と民間人290人分の職とともに武器学校及び関連研究開発施設を失うことになっており、これらはバージニア州フォート・リーへ移転することが計画されている。逆に、ニュージャージー州フォート・モンマスから軍人451人分と民間人5,661人分の職を得るため、アバディーン性能試験場はBRACプログラムで差し引き軍人3,411人分の仕事の減少が、民間人5,371人分の仕事の増加が生じることになる。

## 出身・居住著名人

### 出身者
- カル・リプケン・ジュニア - 元ボルチモア・オリオールズ所属メジャーリーグ選手。
- ビリー・リプケン (Billy Ripken) - 元ボルチモア・オリオールズ所属メジャーリーグ選手。カル・リプケンの兄弟。
- マイケル・D・グリフィン (Michael D. Griffin) - NASAの主任管理者。
- ジャイ・ルイス (Jai Lewis) - ジョージ・メーソン・パトリオッツ所属カレッジ・バスケットボール選手。
- E・J・ヘンダーソン (E. J. Henderson) - ミネソタ・バイキング所属アメリカンフットボール選手、元メリーランド・テラピン所属。
- ウィリアム・ベンジャミン・ベーカー (William Benjamin Baker) - メリーランド州第2区選出の米国連邦議会議員（1918年 - 1921年）。
- リンウッド・クラーク (Linwood Clark) - メリーランド州第2区選出の米国連邦議会議員（1929年 - 1931年）。
- リサ・ウェルチ (Lisa Welch) - PLAYBOYの1980年9月プレイメイト・オブ・ザ・マンス。
- アーヴ・パンキー (Irv Pankey) - アバディーン高校在学中レスリング州大会優勝2回（1975年、1976年）、ペンシルベニア州立大学出身のアメリカンフットボールのオフェンシブタックル（1976年 - 1980年）。NFL、ロサンゼルス・ラムズ（1980年 - 1990年）、インディアナポリス・コルツ（1991年 - 1992年）。

### 居住者
- フランク・ザッパ - 音楽家。父がAPGで働いていたため短期間アバディーンに居住。